# 民族連邦主義
民族連邦主義（みんぞくれんぽうしゅぎ、英語: Ethnic federalism）は、各民族ごとに連邦州を設置することで、各民族の自決権を保障し、地方分権化を推進する事を目的とする政治思想を指す。連邦主義の分派。この主義に則った国家制度を民族連邦制（みんぞくれんぽうせい）と言い、それを支持する立場の人間を、民族連邦主義者（みんぞくれんぽうしゅぎしゃ）という。

## エチオピア

### 民族連邦制の導入と矛盾
東西冷戦下、エチオピアはエチオピア人民民主共和国として東側諸国の一員となっていた。しかしソビエト連邦の崩壊直後の1991年、反政権勢力であるエチオピア人民革命民主戦線によってメンギスツ・ハイレ・マリアム大統領兼エチオピア労働者党書記長が国外逃亡に追いつめられると、政権は崩壊。エチオピア暫定政府が設置され、1995年にはエチオピア連邦民主共和国として民主的な政権が誕生した。
同年、エチオピア政府は民族自決を原則とした新憲法を発布した。憲法前文では過去にみられた国民間の不公正を是正することや、民族自決権の保障が謳われている。憲法にはそれ以外にも多くの民族自決に関する条項が設けられている：
1. 各民族は一定の要件を満たせば、エチオピアからの分離独立を認める（第39条）。
2. 連邦州は各民族の居住地域、言語、アイデンティティ、 住民の同意に基づいて設置される（第46条）。そのもとで9つの連邦州を設置する（第47条）。
3. 連邦州には州憲法・州法の制定、州警察の創設などの自治権が認められる（第52条）。
4. 特定の民族集団がこの9つの連邦州から離脱し、新たに連邦州を設立する権利を認める（第47条）

しかし連邦州の設置によって民族自決が保障されたのはティグライ、アファル、アムハラ、オロモ、ソマリ、ハラリの6民族のみで、エチオピア内で生活している約80の民族は自決権が保障されなかった。ハラリ以外の5民族はエチオピアの人口の90％を占めるため他民族からもある程度の納得はあったものの、ハラリは全体の9％程度であったため、連邦州が設置される基準は何なのかという不満も出た。しかしそれらの不満は「国内の不安定化を招く」としてはねのけられた。
その他、州内少数民族はその州に多くすむ民族によって多くの差別・犯罪の対象とされ、多くの問題が発生した。
それらの問題はメレス・ゼナウィ政権では、その絶大な権力によって抑圧されていた。しかし死去後は民族運動が活発化。2015 年以降オロミア州やアムハラ州で広がった反政府抗議行動に対処できなくなっていき、連邦州を支配する民族は州特別部隊を設置していき、2017年にはオロミア州チェレンコで少数民族の虐殺が発生。ソマリ州でも虐殺が発生し、アムハラ州ではクーデター未遂が発生。国家は不安定化していく。

### アビィ政権による政策
2018年、オロモ人民民主機構よりアビィ・アハメドが首相に就任した。それまで首相はティグレ人民解放戦線（TPLF）から排出されるケースがほとんどであったために、オロモ人の首相誕生は多くの衝撃を与えた。
アビィはTPLF政治からの決別を宣言。国家反逆罪として収監していた少数民族活動家を恩赦により解放。その後国民の民族運動を平和的に解決するために国家和解委員会の設置、行政区・同一性問題委員会の設置などを行った。また州特別部隊の存在を違憲と判断したり、テロリストに関する法の多くを宥和的な内容に改正したり、集会の自由を保障する法を改正するなど大胆な行動も多く取った。
しかしそれらのすべてが成功したわけではなかった。集会の自由の保障は上手くいかず、野党やジャーナリストを相次いで逮捕する等独裁者的な一面も垣間見え、2021年5月にはTPLFとオロモ解放軍をテロリストと認定した。

### ティグレ紛争
2020年、アビィ政権と対立してきたTPLFはついに反政府運動を起こした。これによって発生した紛争が「ティグレ紛争」である。ここでも州特別部隊はティグライ人側に対する攻撃を行い、その他なんと連邦州を越えて州特別部隊が派遣されるケースも起こった（憲法第52条にある「自州の治安維持」を超えた活動であり、違憲である）。